# Shai Piron
Shai Moshe Piron (în ebraică שי פירון; n. 25 ianuarie 1965, Kfar Vitkin⁠(d), Districtul Central, Israel) este un rabin, pedagog și politician israelian, a fost ministru al învățământului al Israelului în 2013-2014 și deputat în Knesset din partea partidului de centru Yesh Atid în 2013- 2015. Este președintele organizației Pnima - Pitronot isr'elim („Înăuntru - Soluții israeliene”) și președintele Colegiului IPC (Israel Professional College).

## Biografie

### Copilăria și tinerețea
Piron s-a născut în 1965 in moșavul Kfar Witkin și a crescut la Tel Aviv și la Bat Yam. El este fiul din prima căsătorie a tatălui său biologic, Tuvya Prizment, profesor de matematică, născut în Egipt, și al lui Ester, născută Dickman, profesoară de limba și literatura ebraică, activistă socială și politiciană, care fost mulți ani membră a Consiliului primăriei Bat Yam și un timp viceprimar al orașului Bat Yam. Esther s-a născut în timpul deportării mamei ei în Transnistria și și-a pierdut bunicii și alți membri ai familiei în timpul Holocaustului evreilor români în Transnistria. Numele Shai Piron l-a primit în cinstea scriitorului Shai Agnon. 
În copilărie părinții săi s-au despărțit devreme, așa încât Shai Piron a fost crescut de mama sa Esther Piron, și de al doilea ei soț, medicul stomatolog Albert Piron, și el originar din Egipt. Piron a învățat într-o școală religioasă de stat din Bat Yam, și în liceu, spre deosebire de părinții săi, care erau laici, a devenit un evreu observant al poruncilor religioase. A studiat la ieșiva Aderet din Bat Yam, apoi la ieșiva prestigioasă Merkaz Harav din Ierusalim unde a fost coleg apropiat de învățătură (Havruta) cu rabinul Tzvi Israel Tau. Apoi a învățat la ieșiva Har Tzion cu rabinul Yehuda Amital, apoi la ieșiva Shavey Hevron și la kolelul Psagot unde s-a perfecționat în dreptul iudaic.
În tinerețe a fost instructor în mișcarea de tineret național religios Bney Akiva, și a fost vreme de douăzeci de ani membru în conducerea acestei mișcări. A servit în Armata Israeliană conform aranjamentului care îmbină viața militară cu studiile religioase.

### Cariera didactică și rabinică
Shai Piron a predat un timp la liceul Himmelfarb din Ierusalim. A primit autorizația de rabin din mâinile rabinului șef sefard Mordehai Eliyahu, fără să trebuiască să completeze toate examenele necesare. În 1961, la vârsta de 26 ani, a fost numit rabin al kibuțului Ein Hanatziv. Apoi a fost rabin al liceului de fete Ulpanit din Tverya (Tiberias), apoi al școlii kibuțului Sde Eliyahu. A promovat apropierea dintre evreii religioși și cei laici, înființând cu acest scop Seminarul „Lalehet bidrahav” (Mers pe căile Sale).
Între 1995 - 2007 a condus liceul de fete Ulpanit Yeshurun din Petah Tikva. În cadrul acestuia a promovat studiul artelor precum și un program de activități sociale, între altele, a creat un hotline numit Koakh Latet (Puterea de a da) și o grădiniță in cadrul organizație Alut de asistență pentru copii din spectrul autistic. Piron a fost cooptat în conducerea pe țară a Organizației Alut, precum și a Elia - Organizația nevăzătorilor. Liceul de fete de sub direcția sa a obținut numeroase premii, inclusiv din partea președintelui Israelului și el a fost clasificat în anul 2002 una din primele zece cele mai bune școli din Israel.
În 1998 împreună cu rabinii Yuval Cherlow și David Stav Piron a întemeiat ieșiva Orot Shaul din Petah Tikva și a fost unul din conducătorii ei. el a infiintat în cadrul ei ieșiva liceală Kfar Ganim, unde a creat condiții pentru integrarea de elevi handicapați. În 2004 a făcut parte din comisia Dovrat pentreu reforma învățământului.A condus Comisia pentru învățământul special „Teach for Israel”. S-a numarat printre inițiatorii programului Hotam, actionand pentru intergrarea copiilor imigranți din Etiopia în rețeaua de învățământ. A fost consilier pedagogic al primarului Ierusalimului, Nir Barkat, și al altor primari de orașe. A îndeplinit funcția de director general al Organizației Hakol hinukh (Totul este educație) pentru propășirea învătământului in Israel. Piron a activat ca unul dintre rabinii organizației rabinice ortodoxe liberale Tzohar.
În anii 2001-2008 a emis response rabinice în cadrul unei emisiuni a sitului internet religios Kipá (Calota). A scris articole de opinie și a participat la emisiuni ale postului de radio al armatei - Galei Tzahal. De asemenea a îndrumat grupuri de tineret în excursii organizate în scop educativ în Polonia.
Piron face parte din mișcarea sionistă religioasă.Obișnuia să se sfătuiască adesea cu directorul ieșivei |Har Etzion, rabinul Avital. S-a opus planului guvernului Ariel Sharon de deconectare și de evacuare a așezărilor evreiești din Fâșia Gaza dar s-a împotrivit protestelor violente și refuzului protestatarilor de a îndeplini ordinele în armată. 
În ianuarie 2013 și-a exprimat sprijinul pentru crearea unui stat palestinian și pentru evacuarea unor așezări evreiești izolate din Iudeea și Samaria în schimbul unei păci veritabile. În iunie 2014 a declarat:„Nu cunosc păci fără retrageri... Aceasta este un interes evreiesc”. „Cu toate acestea, până ce condițiile pentru pace vor fi coapte, este interzis să restrângem Țara Israelului”
Piron a terminat licența în drept la centrul Academic Shaarei Mishpat și titlul al doilea la Universitatea Bar Ilan. A fost cadru didactic extern la această universitate, la Centrul Shaarei Mishpat, la Centrul interdisciplinar Herzliya (astazi Universitatea Reichmann) și la Colegiul Yaakov Herzog. de asemenea a fost cercetător în domeniul drepturilor omului la Institutul Israelian de Democrație. A fost un timp rabin al Școlii de cinema și televiziune Maale, de asemenea lector la catedra de pedagogie și științe sociale ale colegiului academic Ono. 
Din 2018 este președintele filialei israeliene a Organizației Special Olimpics pentru tineri cu handicapuri cognitive, de dezvoltare și comunicative.

### Cariera politică
În 2012 Piron a aderat la partidul Yesh Atid (Există un viitor), partid de centru întemeiat de Yair Lapid. la alegerile pentru al 19-lea Knesset Piron a figurat pe locul al doilea pe lista acestui partid și a intrat în Knesset. În guvernul condus de Binyamin Netanyahu, format după alegeri, Piron a devenit ministrul învățământului. La 12 august 2013 a anunțat oprirea provizorie a testelor de eficiență ale școlilor pe anul școlar in curs, iar la 8 ianuarie 2014 a inițiat „reforma învățării semnificative în sistemul educațional” care consta mai ales din schimbarea structurală a examenelor de bacalaureat. În iulie 2014 a scurtat vacanța mare din clasele I-a II-a prin introducerea unui program numit „școala vacanței mari”. Ulterior, în 2017, programul a fost extins si la clasa a III-a. Într-o parte din orașe programul era gratuit, în altele costa 450 shekeli pentru fiecare copil 
Piron a restabilit metoda finanțării diferențiale care era destinată să reducă discrepanțele dintre elevi din diferitele sectoare ale sistemului de învățământ. A crescut bugetul mișcărilor de tineret și a preconizat o reluare a activității școlilor profesionale. În decembrie 2014 Piron a demisionat împreună cu ceilalți miniștri din partidul Yesh Atid, în urma destituirii de către Netanyahu a liderului partidului, Yair Lapid, din funcția de ministru al finanțelor. În alegerile pentru Knesetul al-20-lea Piron a fost plasat din nou pe locul al doilea pe lista partidului. Partidul a obținut 11 mandate și el a fost reales în Knesset. A îndeplinit câteva luni funcția de vicepreședinte al Knesetului și membru în comisia pentru educație a Knesetului, membru in lobby-ul mișcărilor de tineret. 
La 2 septembrie 2015 a demisionat din Knesset și aplecat ca să lucreze ca profesor la Sderot. În aprilie 2017, împreună cu Beni Gantz, Gabi Ashkenazi și Shlomo Dovrat, a întemeiat mișcarea Pnima.
Pnima are două ramuri: prima fiind Casa ideilor, care propune regândirea problemelor esențiale ale Israelului, într-un mod acceptabile pentru o majoritate solidă și reală a opiniei publice. În cadrul acesteia sunt activi gânditori, pedagogi și oameni de acțiune, precum dr Ariel Picard, Tehila Friedman, Tomer Persico, Lior Tal Sade, Efrat Shapira-Rosenberg, rabinul Itzhak Ben David, Shai Piron însuși.
A doua ramură se definește drept Casa soluțiilor, care caută soluții politice pentru problemele de bază ale Israelului, mai ales în domeniul coeziunii sociale.
Piron este președintele mișcării Pnima și a forumului Casa creatoare israeliană.

## Viata privată
Piron locuiește la Oranit, aproape de Rosh Haayin, pe teritoriile controlate de Israel în regiunea Samaria. El este rabinul sinagogii Heikhal Moshe din localitate. Este căsătorit cu Bruria, fiica rabinului Uri Cohen și a Liviei Kahti (fiica rabinului Pinhas Kahti). Perechea are șase copii, dintre care unul adoptiv, care fusese abandonat din cauza unui handicap fizic. Fiica sa, Or Piron-Sommer a fost aleasă în 2024 primar al localitătii Oranit.
În septembrie 2024 Piron a anunțat că s-a îmbolnavit de o tumoră malignă.

## Omagii
- 2022 - A primit titlul de Cavaler al guvernării calitative pe anul 2021

## Cărți
- 2002 - Lemaan haseder hatov - Hagada shel Pesah - (Pentru buna ordine) comentariu la Hagada de Pesah
- 2012 - Hearot shulaiym - Kriá ishit befarashat hashavúa (Clarificări pe margine - o lectură personală a pericopei săptămânii-
- 2015 - Hakol hinukh - massá leomká shel maarèkhet hahinukh beIsrael (Totul este educație - o călătorie în adâncimea sistemului de învățământ din Israel)
- 2017 - Hearot l'seder hayom -mahshavot aktualiot al parashat hashavua (Clarificări la ordinea zilei - gânduri actuale despre pericopa săptămânii)
- 2021 - Israel hashlishit - bein mamlakhtiut lemasortiut, kavei yesod lehitkhadshut isreelit (Al treilea Israel - între statalitate și tradiționalism - linii de bază ale reînnoirii israeliene)